# ADM-Aeolus
Pour les articles homonymes, voir Aeolus.
ADM-Aeolus (abréviation de Atmospheric Dynamics Mission + Éole, dieu du vent, en latin) est un satellite d'observation de la dynamique de l'atmosphère terrestre mis en œuvre par l'Agence spatiale européenne. Le satellite a été placé en orbite le 22 août 2018 et sa mission s'est achevée le 30 avril 2023. ADM-Aeolus  a été sélectionnée en 1999 comme une des deux missions phares du programme Living Planet. La mission a permis de valider une technique expérimentale (lidar ultraviolet) pour mesurer les vents en altitude. Aussi l'Agence spatiale européenne a décidé fin 2022 de développer un successeur baptisé Aeolus-2.
ADM-Aeolus, qui circulait sur une orbite héliosynchrone à 320 km d'altitude, a fourni des profils du vent entre le sol et 30 km d'altitude. Ceux-ci ont été utilisés pour améliorer les modèles de prévisions météorologiques qui, dans ce domaine, disposent d'informations très parcellaires en particulier pour les vents en altitude. Les météorologistes attendaient que ces données permettent  une amélioration des prévisions moyen terme atteignant 15 % aux latitudes tropicales.
Pour collecter ces données, le satellite de 1,4 tonne embarque un lidar utilisant un laser ultraviolet, baptisé Aladin, qui mesure par effet Doppler le déplacement des particules et des molécules dans les différentes strates de l'atmosphère. La technique de mesure utilisée, qui a nécessité une très longue phase de mise au point, constitue une première. Elle a été validée dans le cadre de cette mission.

## Contexte
Le vent est, avec la température, la pression et l'humidité, une des variables qui décrivent l'état de l'atmosphère. Pour effectuer des prévisions météorologiques à court et long terme, il est nécessaire de disposer d'observations sur la direction et la force de celui-ci. La mesure du vent est effectuée aujourd'hui par des stations terrestres mais l'information n'est généralement disponible que pour une partie de l'hémisphère nord dans les zones situées au nord des Tropiques. Seule une observation depuis l'espace permettrait d'obtenir une couverture suffisante.
Dans cette optique, plusieurs techniques de mesure des profils de vent ont été évaluées. Les chercheurs ont conclu que seul un système optique de type lidar permettrait d'obtenir l'information recherchée avec une précision suffisante. L'application de cette technique à la mesure du vent a été étudiée pour la première fois par la NASA dans les années 1980 puis par la suite par différentes agences européennes. Néanmoins l'obtention de données exploitables par cette technique est considérée à cette époque comme extrêmement difficile et ce n'est que dans la deuxième moitié des années 1990 qu'une mission spatiale destinée à valider ce procédé commence à être envisagée par l'Agence spatiale européenne.

## Développement du projet

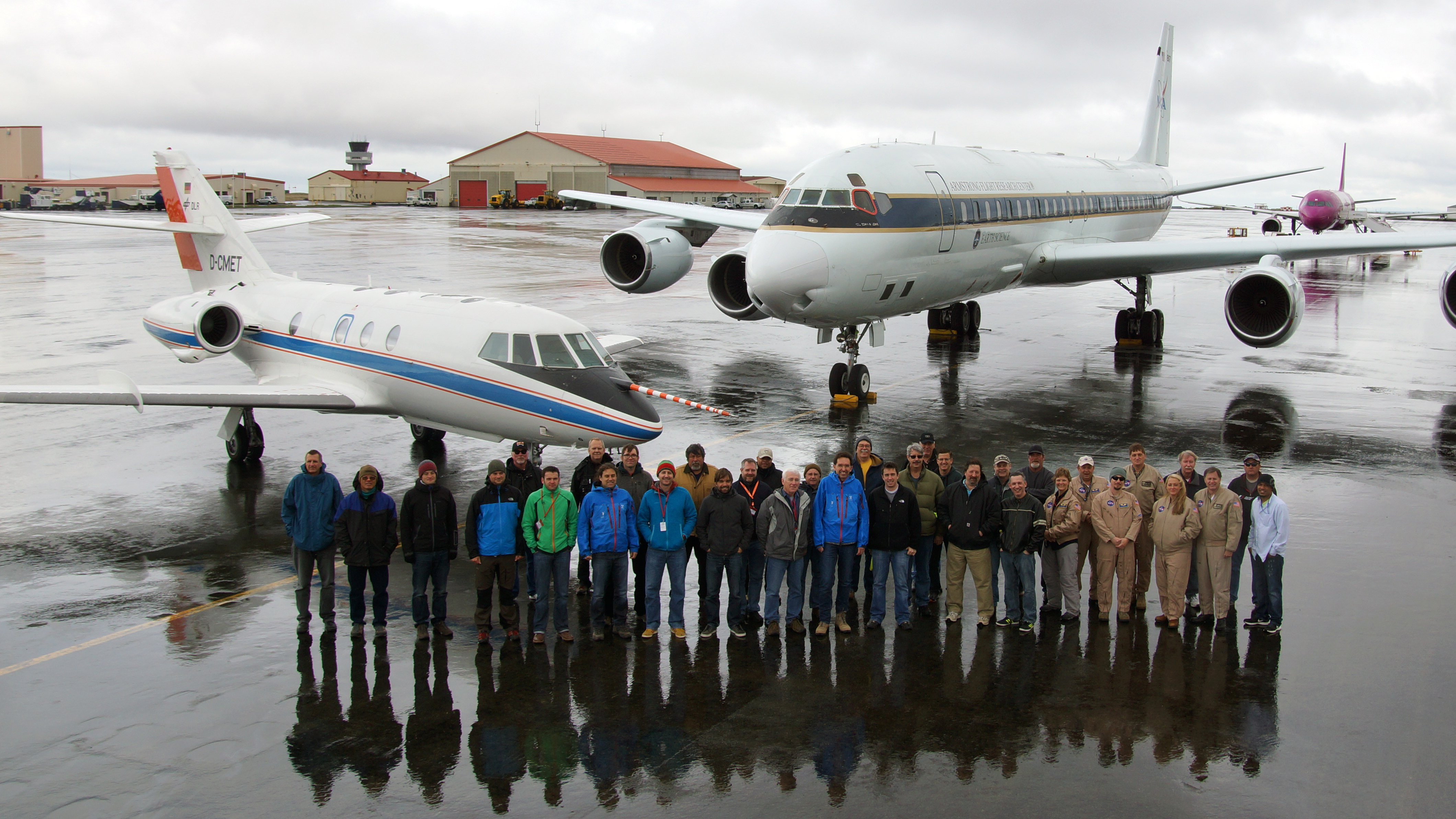
L'instrument Aladin a été embarqué pour des campagnes de test à bord d'avions de l'agence spatiale allemande et américaine.

En 1999 ADM, rebaptisée par la suite Aeolus , mettant en œuvre cette nouvelle technologie, est sélectionnée par l'Agence spatiale européenne comme une des deux premières missions pivot de son nouveau programme Living Planet. Celui-ci regroupe les missions destinées à l'observation de la Terre depuis l'espace. Au sein de ce programme ADM-Aeolus est classée comme  mission scientifique (Earth Observer) par opposition aux missions plus opérationnelles (Earth Watch) qui comprennent principalement les satellites  Sentinel. À l'époque il est prévu que le satellite soit placé en orbite en 2007. Les premiers travaux destinés à vérifier la faisabilité de la technique très innovante utilisée pour mesurer la vitesse du vent (lidar ultraviolet) remontent en fait aux années 1980. En 2003, la construction du satellite est confiée à EADS Astrium Satellites, devenu en 2013 Airbus DS. L'établissement anglais assemble le satellite tandis que l'établissement de Toulouse a la responsabilité du développement de l'unique instrument embarqué Aladin. La société italienne Galileo Avionica est à la tête du consortium produisant le laser ultraviolet utilisé par Aladin. Le satellite envisagé en 2000 avait une masse de 785 kg, un télescope de 1,10 mètre de diamètre et des panneaux solaires fournissant 725 watts. Ces chiffres sont révisés, car du fait de son orbite basse, le satellite subit une trainée générée par l'atmosphère résiduelle qui doit être régulièrement compensée par les moteurs. Il faut doubler la quantité d'ergols emportée par rapport à la version de départ. Par ailleurs le nombre de photons renvoyés par l'atmosphère impose à la fois une augmentation de puissance du laser et donc de la surface des panneaux solaires produisant l'énergie nécessaire et de la taille du télescope dont le diamètre est porté à 1,5 mètre. La forme du baffle qui protège le télescope est revue pour réduire la trainée. L'ensemble de ces modifications porte la masse du satellite à 1 400 kg.
La mise au point de l'instrument Aladin, qui repose sur une technique jamais mise en œuvre de manière opérationnelle en orbite, bute sur de nombreux problèmes. Un des obstacles à la mise au point de l'instrument était qu'initialement les technologies autour du laser ultraviolet étaient couvertes par le secret défense car utilisées pour le développement des bombes atomiques. Il a fallu d'abord trouver des diodes générant le faisceau laser ultraviolet dont la durée de vie soit compatible avec les objectifs à la mission (mesures effectuées sur une période de 36 mois). Mais une fois ces diodes disponibles des tests réalisés en simulant le vide spatial ont mis en évidence que les éléments optiques traversés par le rayon laser se dégradaient progressivement. Le faisceau laser à haute énergie soumet l'optique  à des températures très élevées (1 700 °C) qui, en l'absence d'atmosphère, obscurcissent progressivement leur surface. Il a fallu développer de nouveaux types de revêtement pour protéger les optiques. Une percée décisive a été effectuée en ajoutant un système injectant en permanence une faible quantité d'oxygène à une pression très réduite de 40 pascals. Ce gaz, en oxydant les contaminants produits à la surface des optiques, permet de les éliminer. Pour répondre aux besoins sur toute la durée de la mission le satellite emporte 15 kilogrammes d'oxygène. Pour valider les principes de fonctionnement mis en œuvre, un instrument de conception similaire à Aladin mais de taille plus réduite baptisé A2D (ALADIN Airborne Demonstrator) est installé à bord d'un avion à réaction Falcon 20E de l'agence spatiale allemande, la DLR, et effectue plusieurs campagnes d'observation entre 2007 et 2010.
Les problèmes rencontrés dans la mise au point de l'instrument Aladin entrainent un décalage de plus de 10 ans de la date de lancement du satellite. Le coût du projet qui avait été estimé à 200 millions euros en 2003 (dont 180 millions € pour le seul satellite) atteindra finalement 500 millions € en fin de mission selon un rapport de l'agence spatiale,. Le lanceur léger européen Vega est retenu en 2016 pour mettre en orbite le satellite fin 2017. Le 23 mai 2017, ADM-Aelus arrive au Centre spatial de Liège (Belgique) pour une série de tests afin de qualifier l'instrument principal Aladin. Des tests sous vide sont effectués pendant 50 jours, du 30 octobre au 19 décembre 2017.

## Déroulement de la mission
Généralement les satellites sont transportés à Kourou, pour leur lancement, par avion. Mais la pressurisation rapide lors de la descente en altitude d'un aéronef présentait un risque pour l'instrument Aladin car elle entraine l'ingestion de polluants et de poussières. Aussi le satellite est convoyé jusqu'en Guyane par un navire roulier spécialement affrété, le Ciudad de Cadiz. Ce navire est utilisé habituellement par son propriétaire, le constructeur aérospatial Airbus, pour convoyer les principales pièces d'avion entre ses différents établissements européens. La campagne de lancement débute en juillet 2018. Le 22 août 2018 un lanceur européen léger Vega, dont ADM-Aeolus constitue la seule charge utile, décolle depuis la base de lancement de Kourou à 21 h 20 min temps universel. Le satellite est placé sur une orbite héliosynchrone à une altitude moyenne de 320 km avec une inclinaison orbitale de 97,06°. Sur cette orbite le satellite franchit la ligne des nœuds à 6 heures de l'après midi (heure solaire), soit une orbite crépusculaire. La période orbitale est de 90 minutes et le satellite repasse sur sa trace précédente avec une périodicité de 7 jours.
Le satellite ayant pratiquement épuisé les ergols utilisés pour maintenir son orbite et devant faire face à une recrudescence de l'activité solaire (qui entraine une expansion de l'atmosphère et une réduction accélérée de la vitesse orbitale du satellite), l'agence spatiale européenne décide de mettre fin à la mission le 20 avril 2023 soit 4 ans après son lancement. Compte tenu de la faible altitude de l'orbite du satellite, la rentrée atmosphérique devrait intervenir rapidement. Il est prévu que celle-ci soit contrôlée c'est-à-dire que la zone d'impact des débris du satellite à la surface de la Terre soit choisi de manière à limiter les risques. Celle-ci devrait intervenir le 28 juillet 2023.

## Objectifs
L'objectif principal de la mission ADM-Aeolus est de valider le recours à un lidar pour mesurer les profils de vent depuis l'espace. L'objectif secondaire est de fournir des données exploitables permettant d'améliorer les modèles climatiques. La compréhension de l'évolution des vents sur une période de quelques jours contribue en effet à améliorer les connaissances sur la dynamique de l'atmosphère et les processus globaux de transport ainsi que les cycles de l'énergie, de l'eau, des aérosols et des produits chimiques. La mission contribue ainsi à la réalisation de certains objectifs du programme Système mondial d’observation du climat en particulier l'étude du budget énergétique global de la Terre et de la circulation atmosphérique globale.
ADM-Aeolus doit fournir le profil des vents (direction et vitesse) entre le sol (ou le sommet des nuages épais) et 30 km d'altitude. Les modèles de prévision météorologique à moyen terme utilisent jusque là pour mesurer le vent un ensemble hétéroclite de capteurs : anémomètres au sol, ballons sondes, profileurs de vent, instruments embarqués sur des satellites déduisant la vitesse et la direction du vent à la surface des océans à partir de l'analyse de la forme des vagues (diffusomètre radar), mesures des avions de ligne transmises aux services météorologiques (AMDAR). Mais ces mesures n'assurent qu'une couverture partielle des vents de surface et sont encore plus lacunaires pour le vent en altitude. En fournissant une vue étendue à la planète entière des vents dans la région de l'atmosphère terrestre allant de la surface à la stratosphère en passant par la troposphère (de 0 à 30 km), une amélioration sensible des prévisions est attendue. Elle est estimée à 15 % pour les latitudes tropicales et à 2-4 % pour les latitudes plus septentrionales.

### Performances attendues
Dans les modèles météorologiques, la composante verticale du vent n'est généralement pas prise en compte. L'impact est limité car sa valeur est en moyenne d'un ordre de grandeur inférieure à la vitesse horizontale bien qu'elle puisse excéder la vitesse horizontale dans de petites régions  fortement perturbées ou en présence de nuages convectifs. Mais de toute façon la taille de ces zones est trop faible pour être prise en compte dans les modèles qui reposent sur un maillage peu serré (200 km) de la surface du globe. Le vecteur vitesse du vent est intégré dans les modèles en le décomposant en sa composante horizontale nord sud et sa composante horizontale est-ouest. La mesure de ces deux composantes ayant été jugé trop couteuse, Aladin ne fournit que la valeur de la composante est-ouest perpendiculaire au sens de son déplacement. Il a été démontré que la perte de précision associée pourrait être en partie compensée par une meilleure couverture. Il est estimé que la connaissance de la composante est ouest fournit 75 à 80 % de l'information sur le vecteur du vent.
Pour répondre aux objectifs des modèles, il faudrait pouvoir disposer de mesures couvrant l'ensemble du globe toutes les 12 heures. Le maillage des modèles est de 200 x 200 km ce qui impose d'effectuer 13000 mesures distinctes en 12 heures. Un seul satellite ne permet pas d'obtenir une telle couverture. Des études ont toutefois démontrer qu'avec 100 mesures par heure convenablement réparties un gain notable dans les résultats fourni par les modèles était possible. Aeolus boucle 6 orbites en 12 heures qui lui font traverser l'ensemble des longitudes (avec de grandes lacunes entre chaque trace au sol : les relevés sont écartés de 250 km à la latitude de Bordeaux.) et permet d'effectuer au minimum ces 100 mesures.
La précision visée pour la vitesse est de 1 m/s jusqu'à une altitude de 2 km et de 2 m/s entre 2 et 16 km d'altitude. Le lidar fonctionne durant 7 secondes par période de 28 secondes et fournit un profil des vents à l'issue de chaque période. Compte tenu de la vitesse du satellite, le profil obtenu couvre une fauchée de 50 km de large, puis le satellite se déplace de 150 km avant d'obtenir un nouveau profil des vents. la mesure peut s'étager en altitude par pas de 250 mètres avec une limite maximum de 24 mesures par voie (Raleigh/Mie).

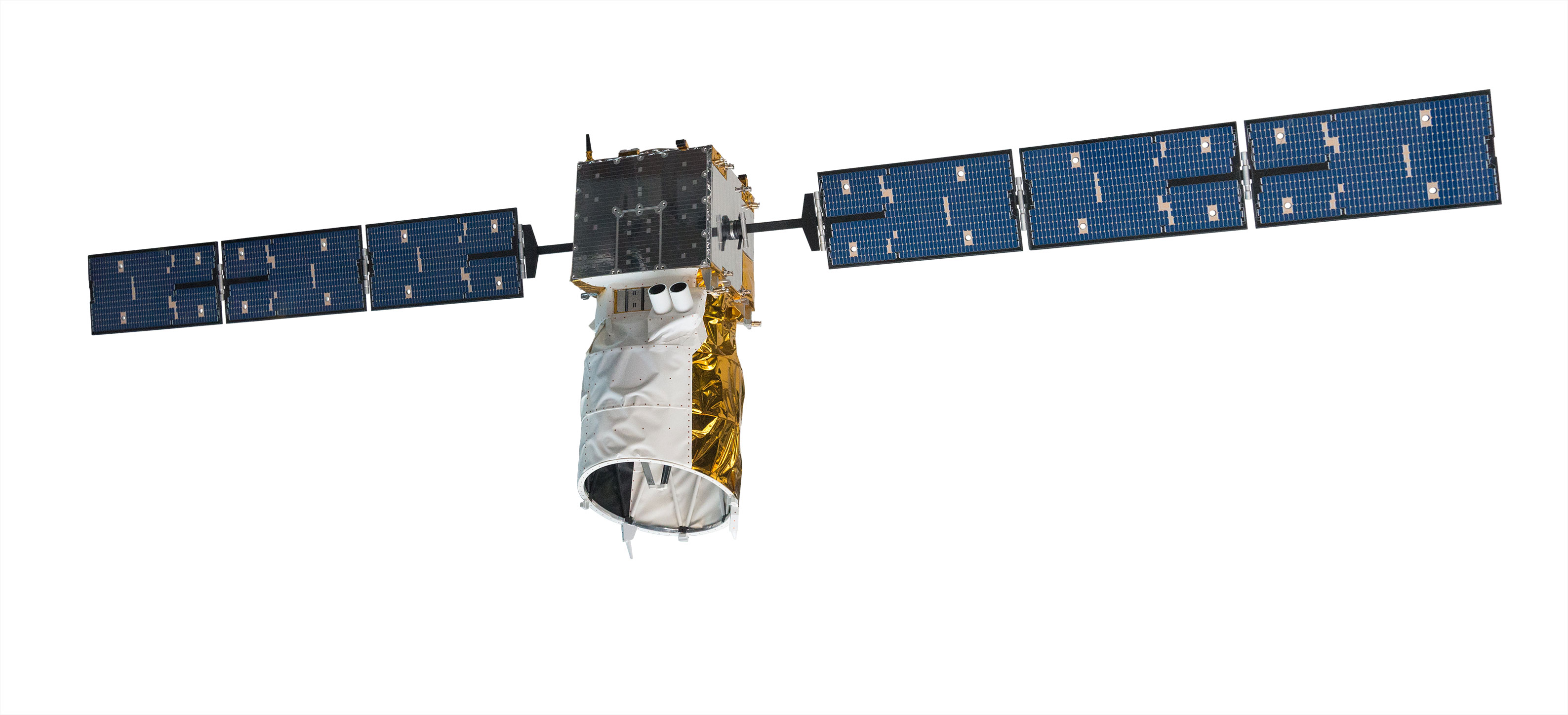
Maquette du satellite.

## Caractéristiques techniques du satellite
ADM-Aeolus est un satellite de 1 366 kg s'inscrivant dans un parallélépipède de 4,6 × 1,9 × 2 m. La plateforme a une masse de 650 kg, la charge utile pèse 450 kg et le satellite emporte 266 kg d'ergols pour les manœuvres orbitales. L'énergie est fournie par des panneaux solaires fixes d'une superficie de 13,4 m2 utilisant des cellules photovoltaïques d'arséniure de gallium fournissant jusqu'à 2,4 kW d'énergie (1,4 kW en moyenne). Pour continuer à fonctionner durant les éclipses, l'énergie est stockée dans des batteries lithium-ion d'une capacité de 84 Ah. Les données recueillies sont transmises au sol  en bande X avec un débit de 5 mégabits par seconde. La mémoire de masse d'une capacité de 4 gigabits permet de stocker les données recueillies sur une durée de 72 heures. L'efficacité et la précision du système de contrôle d'attitude jouent un rôle important dans la qualité des données recueillies. Le satellite utilise un récepteur GPS qui permet d'estimer l'orbite suivie avec une précision supérieure à 10 m, un viseur d'étoiles AST disposant d'une précision de 13 μrad et une centrale à inertie utilisant un gyroscope à fibre optique. L'orientation du satellite est corrigée à l'aide de quatre roues de réaction et de magnéto-coupleurs qui permettent de les désaturer. Pour les corrections d'orbite, le satellite dispose de 4 petits moteurs-fusées de 5 newtons de poussée brûlant de l'hydrazine. Lorsque le satellite est en mode survie et immédiatement après le lancement, le système de contrôle d'attitude utilise un senseur Soleil/Terre, un système de mesure de vitesse de rotation et un magnétomètre,.

## Instrument Aladin
Pour remplir sa mission le satellite ADM-Aeolus emporte un instrument unique baptisé Aladin (Atmospheric LAser Doppler INstrument).  Aladin est un Lidar-Doppler émettant un faisceau de photons dans l'ultraviolet. D'autres lidars ont déjà été envoyés dans l'espace, comme CALIOP à bord du satellite franco-américain Calipso. Ce lidar fonctionne dans le visible (532 nm) et l'infrarouge (1064 nm) et en raison de ses longueurs d'onde ne se réfléchit que sur les grosses particules (aérosols ou micro-gouttelettes d’eau). Ce type de laser est donc inopérant là où l’atmosphère est limpide. Grâce à sa lumière ultraviolet (donc de longueur d'onde plus courte que celle de l'infrarouge), l'instrument Aladin peut mesurer la vitesse du vent même par temps clair contrairement à ses prédécesseurs.
Aladin comprend un système émettant un faisceau lumineux et un système de collecte et d'analyse de la lumière réfléchie. L'émetteur est un laser de forte puissance qui génère des impulsions lumineuses dans l'ultraviolet proche (355 nm) de très courte durée (quelques milliardièmes de seconde) et très intenses en direction de l'atmosphère terrestre. Sur les milliards de photons produits, seule une centaine d'entre eux est réfléchie par les molécules d'air (diffusion de Rayleigh), les gouttelettes d'eau des nuages et les aérosols (diffusion de Mie) en suspension dans l'air. La seconde partie de l'instrument Aladin comprend un télescope de type Cassegrain doté d'un miroir primaire de 1,5 m avec un baffle cylindrique destiné à écarter les interférences lumineuses. Le télescope collecte les photons renvoyés par l'atmosphère et les envoie vers deux capteurs très sensibles qui analysent cette lumière réfléchie. Celle-ci a subi un léger décalage dans le spectre électromagnétique par effet Doppler produit par la vitesse de déplacement des particules et molécules ayant réfléchi cette lumière analysée et qui sont transportées par le vent. Ainsi plus la vitesse du vent est élevée, plus les molécules d'air, les gouttelettes d'eau et les particules d'aérosols ont une vitesse de mouvement également élevée, et plus le décalage spectral de la lumière réfléchie est alors prononcé.
Le signal retourné par les molécules est beaucoup plus faible que celui renvoyé par les particules d'eau et les aérosols, et nécessite donc un rayon de forte puissance. Aladin doit mesurer les deux types de réflexion car ces données sont complémentaires : dans un ciel dégagé et au-dessus d'une altitude de 4 km seules les molécules d'air sont susceptibles de réfléchir le rayonnement lumineux. Pour analyser les deux catégories de rayonnement réfléchi, Aladin dispose de deux types de capteurs : un interféromètre de Fizeau  pour les photons renvoyés par les aérosols et grosses particules et un interféromètre de Fabry-Perot pour ceux réfléchis par les molécules. La ligne de visée du laser orthogonale par rapport au sens de déplacement fait un angle de 35° avec la verticale pour réduire la part de l'effet Doppler liée au mouvement propre du satellite (~7 km/s). Le lidar utilise un laser Nd-YAG fournissant des impulsions lumineuses d'une énergie de 120 mJ avec une fréquence de 100 Hz. La longueur d'onde 355 nm a été retenue pour obtenir une réflexion suffisante par les molécules de l'atmosphère. La vitesse des vents est déterminée avec une précision de 1 à 2 mètres par seconde en fonction de l’altitude.

## Segment terrestre
Les données scientifiques sont collectées par les stations de réception de Svalbard (Norvège) et Troll (Antarctique) tandis que les données télémétriques sont recueillies par celle de Kiruna (Suède). La phase opérationnelle de la mission doit durer au moins 36 mois. Comme pour tous les satellites de l'Agence spatiale européenne, le centre de contrôle chargé de la surveillance du satellite et des corrections orbitales, est l'ESOC situé à Darmstadt (Allemagne). Les données recueillies sont traitées par la station de réception de Tromsø (Norvège) et gérées par le centre ESRIN de l'ESA à Frascati (Italie) avant d'être exploitées par le Centre européen pour les prévisions météorologiques à moyen terme situé à Reading au Royaume-Uni.

## Résultats
Au cours de sa phase opérationnelle le satellite, bien qu'expérimental, a eu un impact majeur  sur la qualité des prévisions météorologiques et l'amélioration des modèles climatiques. Opérationnel seulement trois mois après son lancement, ses données ont été presque immédiatement été intégrées dans les modèles informatiques utilisés pour les prévisions météorologiques par les différentes organisations : Centre européen pour les prévisions météorologiques à moyen terme, Météo-France, Met Office (Royaume-Uni), Deutscher Wetterdienst (Allemagne) et National Centre for Medium Range Weather Forecasting (Inde). Il a joué un rôle précieux en mettant à disposition des données rarement fournies par les systèmes de collecte traditionnels. Durant l'épisode du Covid il a permis de combler en partie le déficit de données qui a suivi l'immobilisation d'une partie de la flotte aérienne commerciale. Fin 2022 l'Agence spatiale européenne a publié un rapport indiquant que le satellite a généré un bénéfice économique de 3,4 milliards €.

## Le successeur: Aeolus-2
Compte tenu du succès rencontré par la mission et la forte valeur ajoutée des données collectées, l'Agence spatiale européenne a décidé fin 2022 de donner un successeur à la mission ADM-Aeolus. Alors que cette mission était un démonstrateur technologique, Aeolus-2 sera une mission pleinement opérationnelle bénéficiant d'une durée de vie allongée à 5 ou 7 ans et fournissant des données plus fiables (moins d'erreurs de mesure de la vitesse du vent) avec une meilleure résolution. Plusieurs satellites seront lancés pour disposer de mesures en continu.

## Source bibliographique
- (en) Agence spatiale européenne, ADM-Aeolus Science Report, ESA, avril 2008, 120 p. (lire en ligne)Présentation scientifique de la mission (document ESA n° SP-1311).
- (en) Agence spatiale européenne-ESTEC, ADM-Aeolus Mission Requirements Document, ESA, novembre 2016, 57 p. (lire en ligne)Cahier des charges de la mission.